# Whorl
Whorl — четвёртый студийный альбом английской электронной группы Simian Mobile Disco (Джеймс Шоу и Джеймс Форд), изданный 9 сентября 2014 года на лейбле ANTI- Records. Альбом получил положительные отзывы музыкальной критики и интернет-изданий.

## История
В апреле 2014 года члены группы (Джеймс Шоу и Джеймс Форд) записали материал в студии Space Cave в Лондоне (в течение нескольких дней), а через неделю выступили с импровизированными разовыми выступлениями в пустыне к северу от калифорнийской долины Юкка и в Pappy & Harriet’s, заведении в Пионертауне, штат Калифорния. Создание Whorl настолько сильно отличалось от прежних методов Simian Mobile Disco, что Джеймс Форд и Джас Шоу задумались о выпуске альбома под другим названием. Новый альбом не совсем живой сет, а «слияние живых записей».

## Отзывы
| Совокупная оценка    | Совокупная оценка |
| Источник             | Оценка            |
| -------------------- | ----------------- |
| Metacritic           | 69/100            |
| Оценки критиков      |                   |
| Источник             | Оценка            |
| Consequence of Sound | B−                |
| The Line of Best Fit | 6/10              |
| Pitchfork            | 6.5/10            |
| Under the Radar      | [ 6 ]             |
| Allmusic             | [ 1 ]             |

Альбом получил положительные отзывы музыкальной критики и интернет-изданий. На сайте Metacritic, который присваивает средневзвешенную оценку из 100 баллов рецензиям от ведущих изданий, этот релиз получил средневзвешенное арифметическое в 69 баллов на основе профессиональных рецензий.
Энди Келлман из AllMusic отметил, что «Whorl — это довольно вялый, полностью инструментальный, 65-минутный сет с периодическими всплесками активности. Как никогда ранее, их эмбиентная работа явно вдохновлена ранней экспериментальной электронной музыкой, от BBC Radiophonic Workshop до Cluster и Tangerine Dream. Учитывая атмосферность и пелену большинства треков, а также такие названия, как „Casiopeia“ и „Redshift“, Whorl скорее способствует наблюдению за звёздами, чем побуждает к движению. Это стимулирующая смена темпа от постоянно развивающегося дуэта».

## Список композиций
1. «Redshift» — 3:52
2. «Dandelion Spheres» — 3:33
3. «Sun Dogs» — 7:28
4. «Hypnick Jerk» — 6:02
5. «Dervish» — 5:49
6. «Z Space» — 4:36
7. «Nazard» — 5:12
8. «Calyx» — 7:19
9. «Jam Side Up» — 5:36
10. «Tangents» — 6:34
11. «Iron Henge» — 5:25
12. «Casiopeia» — 3:12

## Чарты
| Чарт (2014)                                  | Высшая позиция |
| -------------------------------------------- | -------------- |
| Великобритания UK Albums (OCC)               | 121            |
| Великобритания (UK Dance Albums Chart)       | 21             |
| Великобритания (UK Independent Albums Chart) | 21             |